# Сретењски орден
Сретењски орден је одликовање Републике Србије установљено 26. октобра 2009. године „Законом о одликовањима Републике Србије“. Аутор идејног решења Сретењског ордена је академски вајар Никола Вукосављевић, редовни професор академије ликовних уметности у Београду на предмету вајање.

## Законски основ
Орден се додељује указом Председника Републике Србије, обично поводом Дана државности Републике Србије. Додељује се за Нарочите заслуге за Републику Србију и њене грађане у областима јавних, привредних, културних, просветних, спортских и хуманитарних делатности. Може бити додељен физичким лицима и институцијама.
Сретењски орден има три степена.

### Изглед и траке одликовања
| Орден првог реда  | Орден другог реда | Орден трећег реда |
| ----------------- | ----------------- | ----------------- |
| Изглед одликовања |                   |                   |
|                   |                   |                   |
| Траке одликовања  |                   |                   |
|                   |                   |                   |

## Списак одликованих
Од увођења ордена 2010. године, одликовани су: 
| Име и презиме                                                                           | Степен | Година | Опис заслуге | Напомена                                                                         |
| --------------------------------------------------------------------------------------- | ------ | ------ | --- | -------------------------------------------------------------------------------- |
| Дејан Мијач                                                                             | Други  | 2012.  | За заслуге у области позоришта и културе. | Позоришни редитељ                                                                |
| Јован Ћирилов                                                                           | Трећи  | 2012.  | За заслуге у области позоришта и културе. | Театролог                                                                        |
| Миодраг Стојковић                                                                       | Трећи  | 2012.  | За заслуге у научноистраживачком раду у области генетике. | Генетичар                                                                        |
| Хамдија Јусуфспахић                                                                     | Први   | 2012.  | За заслуге и лични допринос у развоју међуконфесионалне сарадње, верске толеранције и представљање Републике Србије у иностранству, нарочито у муслиманским земљама.                         | Бивши београдски муфтија                                                         |
| Јован Радосављевић                                                                      | Други  | 2012.  | За заслуге и лични допринос у развоју међуконфесионалне сарадње и верске толеранције. | Архимандрит Српске православне цркве                                             |
| Јакоб Пфајфер                                                                           | Други  | 2012.  | За заслуге и лични допринос у развоју међуконфесионалне сарадње и верске толеранције. | Жупник оџачки и архипрезбитер подунавски Католичке цркве у Србији                |
| Иштван Чете-Семеши                                                                      | Други  | 2012.  | За заслуге и лични допринос у развоју међуконфесионалне сарадње и верске толеранције. | Бискуп Реформистичке хришћанске цркве у Србији                                   |
| Аца Сингер                                                                              | Други  | 2012.  | За заслуге и лични допринос у развоју међуконфесионалне сарадње и верске толеранције. | Председник Савеза јеврејских општина у Србији                                    |
| Ремзи Кларк                                                                             | Други  | 2012.  | За изузетне заслуге у јавним и хуманитарним делатностима | Амерички правник, активиста и бивши државни службеник                            |
| Радослав Зеленовић                                                                      | Трећи  | 2012.  | За нарочите заслуге у области филмске уметности. | Директор Југословенске кинотеке                                                  |
| Жан Дитур                                                                               | Први   | 2012.  | За заслуге у јавним, културним, просветним и хуманитарним делатностима. | Француски академик, члан Српске академије наука и уметности. Одликован постхумно |
| Милунка Лазаревић                                                                       | Трећи  | 2012.  | За нарочите заслуге и изванредне резултате постигнуте у шаховском спорту | Шахисткиња                                                                       |
| Веран Матић                                                                             | Трећи  | 2013.  | За спровођење друштвено хуманитарне акције „Битка за бебе“. | Председник управног одбора фонда Б92                                             |
| Марија Црнобори                                                                         | Трећи  | 2013.  | За нарочите заслуге у области позоришне уметности. | Глумица                                                                          |
| Харолд Пинтер                                                                           | Први   | 2013.  | За изузетне заслуге у јавним и културним делатностима. | Драматург и нобеловац (постхумно)                                                |
| Пјер Мари Галоа                                                                         | Први   | 2013.  | За изузетне заслуге у јавним и културним делатностима. | Војник и геополитичар (постхумно)                                                |
| Афскендијос Калангос                                                                    | Други  | 2013.  | За изузетне заслуге у области хуманитарних делатности. | Хирург                                                                           |
| Александар Бабаков                                                                      | Други  | 2013.  | За нарочите заслуге за Републику Србију и њених грађана у области јавне делатности. | Члан руске думе                                                                  |
| Милорад Екмечић                                                                         | Други  | 2014.  | | Историчар                                                                        |
| Застава оружје                                                                          | Трећи  | 2014.  | |                                                                                  |
| Институт за ратарство и повртарство Нови Сад                                            | Трећи  | 2014.  | |                                                                                  |
| Веселин Ђуретић                                                                         | Трећи  | 2014.  | |                                                                                  |
| Земунска болница                                                                        | Други  | 2014.  | |                                                                                  |
| Архив Србије                                                                            | Други  | 2014.  | |                                                                                  |
| Петар Омчикус                                                                           | Трећи  | 2014.  | |                                                                                  |
| Александар Вујић                                                                        | Трећи  | 2014.  | | Композитор, пијаниста и диригент                                                 |
| Смиља Аврамов                                                                           | Први   | 2015.  | За нарочите заслуге за Републику Србију и њене грађане у области научне и просветне делатности.                                                                                              | правник                                                                          |
| Нада Милић                                                                              | Први   | 2015.  | За нарочите заслуге за Републику Србију и њене грађане. |                                                                                  |
| Ноам Чомски                                                                             | Други  | 2015.  | За нарочите заслуге у области јавних, научних, просветних и културних делатности. |                                                                                  |
| Ватерполо савез Србије                                                                  | Други  | 2015.  | За нарочите заслуге за Републику Србију и њене грађане и постигнуте изузетне резултате у спортским делатностима.                                                                             |                                                                                  |
| Основна школа „Прота Стеван Поповић“ у Чумићу                                           | Други  | 2015.  | За нарочите заслуге за Републику Србију и њене грађане у просветној делатности. |                                                                                  |
| Иван Клајн                                                                              | Трећи  | 2015.  | За нарочите заслуге за Републику Србију и њене грађане у области јавних, научних, просветних и културних делатности.                                                                         |                                                                                  |
| Миомир Кораћ                                                                            | Трећи  | 2015.  | За нарочите заслуге за Републику Србију и њене грађане у области јавних, научних и културних делатности.                                                                                     | директор Археолошког института Српске академије науке и уметности                |
| Ђорђе Марјановић                                                                        | Трећи  | 2015.  | За нарочите заслуге за Републику Србију и њене грађане у културним делатностима и посебно у области музичке уметности.                                                                       |                                                                                  |
| Милан Распоповић                                                                        | Трећи  | 2015.  | За нарочите заслуге за Републику Србију и њене грађане у просветној и педагошкој делатности.                                                                                                 |                                                                                  |
| Мехрибан Алијева                                                                        | Други  | 2015.  | | Председница Фондације „Хејдар Алијев“ Азербејџан                                 |
| Гимназија Крушевац                                                                      | Први   | 2016.  | За нарочите заслуге и постигнуте резултате у просветној делатности, а поводом 150 година рада.                                                                                               |                                                                                  |
| Српско геолошко друштво                                                                 | Други  | 2016.  | За нарочите заслуге и допринос развоју научне и стручне мисли и праксе у области геолошких наука, а поводом 125 година постојања.                                                            |                                                                                  |
| Институт Михајло Пупин                                                                  | Други  | 2016.  | За нарочите заслуге и постигнуте резултате у научно истраживачком раду и развоју информатичко – комуникационих технологија.                                                                  |                                                                                  |
| Прва техничка школа Крагујевац                                                          | Други  | 2016.  | За нарочите заслуге и постигнуте резултате у просветној делатности, а поводом 75 година рада.                                                                                                |                                                                                  |
| Природњачки музеј у Београду                                                            | Други  | 2016.  | За нарочите заслуге у области културних и научних делатности, а поводом 120 година постојања.                                                                                                |                                                                                  |
| Институт за кукуруз Земун Поље                                                          | Трећи  | 2016.  | За нарочите заслуге и међународно признате резултате у примени научних метода и унапређењу пољопривредне производње, а поводом 70 година рада.                                               |                                                                                  |
| Математичка гимназија                                                                   | Трећи  | 2016.  | За нарочите заслуге и међународно признате резултате у просветној делатности у области математике, информатике и природних наука.                                                            |                                                                                  |
| Музичка школа „Мокрањац” Београд                                                        | Трећи  | 2016.  | За изузетне заслуге у просветној делатности, културном и педагошком раду у области музичке уметности.                                                                                        |                                                                                  |
| Библиотека града Београда                                                               | Трећи  | 2016.  | За нарочите заслуге у библиотекарству и промоцији културе читања, а поводом 85 година постојања.                                                                                             |                                                                                  |
| Институт за микробиологију и имунологију, Медицинског факултета Универзитета у Београду | Трећи  | 2016.  | За нарочите заслуге и допринос у развоју медицинске науке и праксе, а поводом 90 година рада.                                                                                                |                                                                                  |
| Пуриша Ђорђевић                                                                         | Други  | 2016.  | За нарочите заслуге за Републику Србију и њене грађане у области филмске уметности. |                                                                                  |
| Општина Крф                                                                             | Први   | 2016.  | |                                                                                  |
| Византолошки институт САНУ                                                              | Други  | 2016.  | |                                                                                  |
| Српска академија наука и уметности                                                      | Први   | 2017.  | За нарочите заслуге у очувању националног идентитета Републике Србије, достигнућа у областима науке и уметности и промоцији Србије у светској академској заједници, поводом 175 година рада. |                                                                                  |
| Матица српска                                                                           | Први   | 2017.  | За нарочите заслуге у очувању националног и културног идентитета Републике Србије и њених грађана, поводом 190 година постојања и рада.                                                      |                                                                                  |
| Педагошки факултет Сомбор                                                               | Први   | 2017.  | За нарочите заслуге у области просветних и педагошких делатности, поводом 200 година постојања.                                                                                              |                                                                                  |
| Црвени крст Србије                                                                      | Други  | 2017.  | За нарочите заслуге у области хуманитарне делатности, поводом 140 година постојања и рада.                                                                                                   |                                                                                  |
| Жозије, место у Француској                                                              | Други  | 2017.  | За нарочите заслуге, исказану племенитост и хуманост према српском народу у Првом светском рату.                                                                                             |                                                                                  |
| Педагошки музеј у Београду                                                              | Други  | 2017.  | За нарочите заслуге у области културних и педагошких делатности, поводом 120 година постојања.                                                                                               |                                                                                  |
| Архив Војводине                                                                         | Други  | 2017.  | За нарочите заслуге у очувању културног и историјског наслеђа, поводом 90 година постојања и успешног рада.                                                                                  |                                                                                  |
| Задужбина Илије М. Коларца                                                              | Други  | 2017.  | За нарочите заслуге и постигнуте резултате у културној и научној делатности, поводом 85 година постојања и рада.                                                                             |                                                                                  |
| Основна школа „Браћа Аксић” у Липљану                                                   | Други  | 2017.  | За нарочите заслуге у области просветних и педагошких делатности, поводом 150 година рада.                                                                                                   |                                                                                  |
| Институт за воћарство Чачак                                                             | Трећи  | 2017.  | За нарочите заслуге и међународно признате резултате у примени научних метода и унапређење воћарства, поводом 70 година рада.                                                                |                                                                                  |
| Институт за међународну политику и привреду                                             | Трећи  | 2017.  | За нарочите заслуге и допринос у проучавању међународних односа, поводом 70 година постојања.                                                                                                |                                                                                  |
| Дечји културни центар Београд                                                           | Трећи  | 2017.  | За нарочите заслуге и изузетан допринос развоју стваралаштва деце и за децу, поводом 65 година рада.                                                                                         |                                                                                  |
| Институт за биолошка истраживања Синиша Станковић                                       | Трећи  | 2017.  | За нарочите заслуге и допринос у развоју биолошке науке и праксе, поводом 70 година рада. |                                                                                  |
| Атеље 212                                                                               | Трећи  | 2017.  | За нарочите заслуге у култури, посебно у области позоришне уметности, поводом 60 година. рада                                                                                                |                                                                                  |
| БИТЕФ                                                                                   | Трећи  | 2017.  | За нарочите заслуге у култури, посебно у области позоришне уметности и промоцији савремених позоришних тенденција, поводом 50 година рада.                                                   |                                                                                  |
| Институт за патологију Медицинског факултета Универзитета у Београду                    | Трећи  | 2017.  | За нарочите заслуге и допринос у развоју медицинске науке и праксе, поводом 95 година рада.                                                                                                  |                                                                                  |
| Никола Јанковић                                                                         | Трећи  | 2017.  | За нарочите заслуге у културним делатностима, посебно у области вајарства. |                                                                                  |
| Београдско драмско позориште                                                            | Трећи  | 2017.  | За нарочите заслуге у култури, посебно у области позоришне уметности, поводом 70 година рада.                                                                                                |                                                                                  |
| Народно позориште у Београду                                                            | Први   | 2018.  | Поводом 150 година од оснивања. |                                                                                  |
| Центар за породични смештај и усвојење „Милошевац“                                      | Први   | 2018.  | |                                                                                  |
| Музеј Војводине                                                                         | Други  | 2018.  | Поводом 70 година од оснивања. |                                                                                  |
| Геолошки завод Србије                                                                   | Други  | 2018.  | Поводом 70 година од оснивања. |                                                                                  |
| СУБНОР Србије                                                                           | Трећи  | 2018.  | Поводом 150 година од оснивања. |                                                                                  |
| Савез инжењера и техничара Србије                                                       | Трећи  | 2018.  | Поводом 70 година од оснивања. |                                                                                  |
| Војни музеј у Београду                                                                  | Други  | 2018.  | |                                                                                  |
| Народни музеј у Београду                                                                | Први   | 2019.  | |                                                                                  |
| Пољопривредни факултет у Београду                                                       | Први   | 2019.  | |                                                                                  |
| Основна школа „Краљ Петар Први” у Београду                                              | Први   | 2019.  | |                                                                                  |
| Земунска гимназија                                                                      | Други  | 2019.  | |                                                                                  |
| Народно позориште „Тоша Јовановић” Зрењанин                                             | Други  | 2019.  | |                                                                                  |
| Позориште „Христо Ботев” Димитровград                                                   | Други  | 2019.  | |                                                                                  |
| Војнофилмски центар „Застава филм”                                                      | Трећи  | 2019.  | |                                                                                  |
| Уметнички ансамбл Министарства одбране „Станислав Бинички”                              | Трећи  | 2019.  | |                                                                                  |
| Владета Јеротић                                                                         | Трећи  | 2019.  | | Лекар, психотерапеут (постхумно)                                                 |
| Хор РТС и Симфонијски оркестар РТС                                                      | Трећи  | 2019.  | | [ 13 ]                                                                           |
| Добрица Ерић                                                                            | Трећи  | 2019.  | За нарочите заслуге у области књижевности, посебно песничког стваралаштва. (постхумно) | Песник, постхумно                                                                |
| Александар Рукавишњиков                                                                 | Први   | 2021.  | | Вајар и академик                                                                 |
| Емир Кустурица                                                                          | Први   | 2021.  | | Редитељ и музичар                                                                |
| Шумарски факултет Универзитета у Београду                                               | Први   | 2021.  | |                                                                                  |
| Православни богословски факултет Универзитета у Београду                                | Први   | 2021.  | |                                                                                  |
| Александар Берчек                                                                       | Други  | 2021.  | | Глумац                                                                           |
| Ненад Стевандић                                                                         | Први   | 2024.  | За заслуге у изградњи односа Републике Србије и Републике Српске. | -                                                                                |
| Владимир Кањух                                                                          | Први   | 2023.  | | лекар, академик                                                                  |